# 20274 Halperin
20274 Halperin (1998 FZ40) là một tiểu hành tinh vành đai chính được phát hiện ngày 20 tháng 3 năm 1998 bởi nhóm nghiên cứu tiểu hành tinh gần Trái Đất phòng thí nghiệm Lincoln ở Socorro. Nó được đặt theo tên Bruce Halperin, a finalist in the 2004 Intel Science Talent Search.